# Total TV
Totalna televizija (kraće Total TV) bio je pružatelj usluga digitalne satelitske televizije (DTH - Direct-To-Home) u Hrvatskoj. Total TV emitira sadržaj putem satelita Eutelsat 16A, Astra i Hotbird. Trenutno u ponudi ima 127 kanala, od kojih 63 u HD rezoluciji. Broj službe za korisnike bio je 0800 97 00. Na dan 8. siječnja 2018. prelazi u vlasništvo tvrtke Total TV B.V., Nizozemska, a dana 28. studenog 2022. je pripojen Telemachu i kao takav prestaje postojati kao zaseban brand.[nedostaje izvor]

## Vanjske poveznice
- Službena stranica
- Total TV na Facebooku
- Total TV na Instagramu
- Total TV na YouTubeu